# Horní Hlohov
Horní Hlohov (též Malý Hlohov, polsky Głogówek, německy Oberglogau, dříve též Klein Glogau nebo Kraut Glogau, slezsky Gogōwek / Gogůwek, slezskoněmecky Klee Gloge, Kraut Glôge) je město v jižním Polsku v Opolském vojvodství v okrese Prudník, sídlo stejnojmenné gminy. Leží na historickém území Horního Slezska na řece Osoblaze zhruba 10 km od českých hranic. Z geomorfologického hlediska se rozkládá na pomezí Ratibořské kotliny a Opavské pahorkatiny, které jsou součástí Slezské nížiny. V roce 2024 zde žilo 5 445 obyvatel. Při posledním sčítání lidu (2011) se jich 20,9 % hlásilo k německé národnosti a město je od roku 2009 oficiálně dvojjazyčné.

## Historie
První písemná zmínka pochází z roku 1213. Glogov se uvádí jako jedna z obcí odvádějících desátky cisterciáckému opatství v Lubuši. Za vlády Vladislava I. Opolského byl zde založen františkánský klášter a proběhla lokace města spojená s příchodem německých kolonistů. Městská práva získal Horní Hlohov dne 21. prosince 1275. Pravděpodobně v téže době začala výstavba zdejšího hradu. Přívlastek „horní“ (Glogovia superior) nebo „malý“ (Glogovia minor) se v názvu města objevil pro rozlišení od dolnoslezského Hlohova, sídla Hlohovského knížectví.
Město bylo součástí Opolského knížectví, které se v roce 1327 stalo lénem českých králů. Po smrti Vladislava II. Opolského došlo k vyčlenění hornohlohovsko-prudnického knížectví, v němž vládl od roku 1424 Boleslav V. Heretik, který po dobytí Horního Hlohova oddíly Prokopa Holého v roce 1428 přilnul k husitům. Kníže sekularizoval církevní majetek ve svém panství a město se stalo významným střediskem kališnictví ve Slezsku. Zde byla roku 1449 sepsána Píseň o Viklefovi považovaná za nejstarší reformační text v polštině. Po Boleslavově smrti sjednotil Mikuláš I. Opolský Hornohlohovsko a Prudnicko opět s Opolským knížectvím.
V roce 1562, po krátkém období Zedlitzů (1532–1561), udělil císař Ferdinand I. Habsburský hornohlohovské panství Janovi z Oppersdorfu. Na místě původního hradu vznikl v průběhu 16. a 17. století manýristicko-barokní zámek, která byla sídlem Oppersdorfů (neboli pánů z Oprštorfu) až do konce druhé světové války. Během třicetileté války podporovali Oppersdorfové protireformaci. Na podnět Jiřího III. z Oppersdorfu vznikl ve 30. letech 17. století poutní komplex s loretou a kaplí Božího hrobu. V roce 1655 našel v Horním Hlohově útočiště uprchlý polský král Jan II. Kazimír Vasa.
Po první slezské válce připadl Horní Hlohov spolu s většinou Slezska Prusku. Patřil k prudnickému okresu, který byl od správní reformy v roce 1815 součástí vládního obvodu Opolí. Byl též součástí daňové inspekce v Prudníku. Roku 1806 pobýval na zdejším zámku Ludwig van Beethoven, kde dokončil symfonii č. 4 věnovanou Franzi von Oppersdorfovi. V roce 1876 získalo městečko železniční spojení s Kandřínem a Nisou. Nerozvinul se zde však, až na cukrovar a cihelnu, průmysl a Horní Hlohov zůstal poměrně malým městem s 7 136 obyvatel v roce 1910, z nichž mělo podle pruského sčítání lidu jako mateřštinu 52,8 % němčinu, 38,2 % „vasrpolštinu“ a 8,9 % dva jazyky.
V hornoslezském plebiscitu po první světové válce se 95,9 % hlasujících v Horním Hlohově vyslovilo pro setrvání v Německu, i navzdory hraběti Hansi Georgu von Oppersdorfovi, který prohlásil, že Hornímu Slezsku bude lépe v katolickém Polsku, nežli v bezbožném protestantském Severoněmecku.
Po druhé světové válce bylo město připojeno k socialistickému Polsku. Nedošlo tady jakožto v součásti etnicky smíšeného opolského regionu k důslednému odsunu autochtonní německé populace, ačkoli poválečný počet obyvatel nikdy nepřesáhl úroveň z roku 1910, natož ze 30. let (7 742 v roce 1937 oproti 6 630 v roce 1995). Po pádu komunismu a demokratizaci politického života se Horní Hlohov stal střediskem aktivit německé menšiny. K německé národnosti se hlásilo v roce 2002 24,83 % a v roce 2011 20,9 % obyvatel. Roku 2009 byla zavedena dvojjazyčnost.

## Architektura a památky

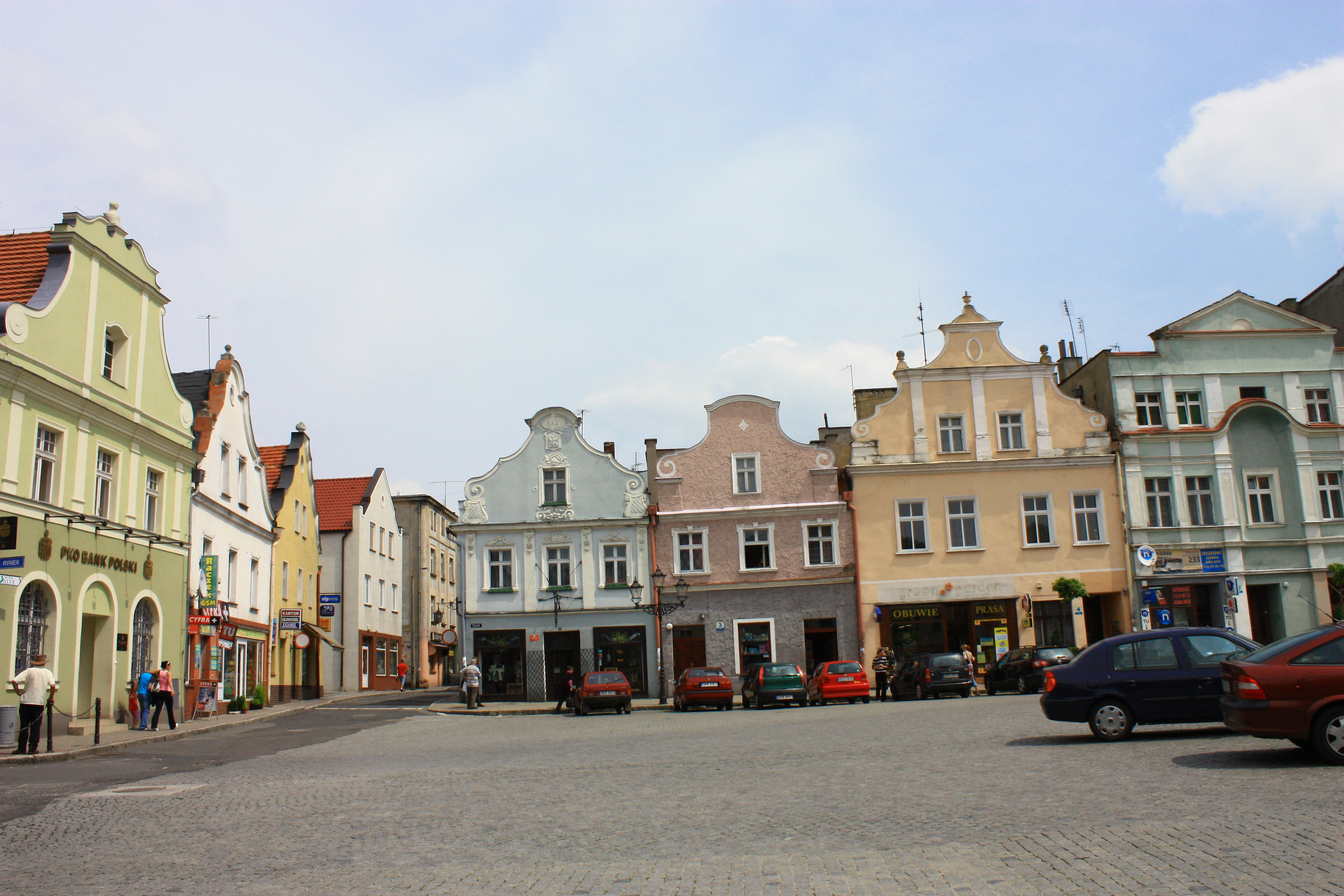
Domy na náměstí

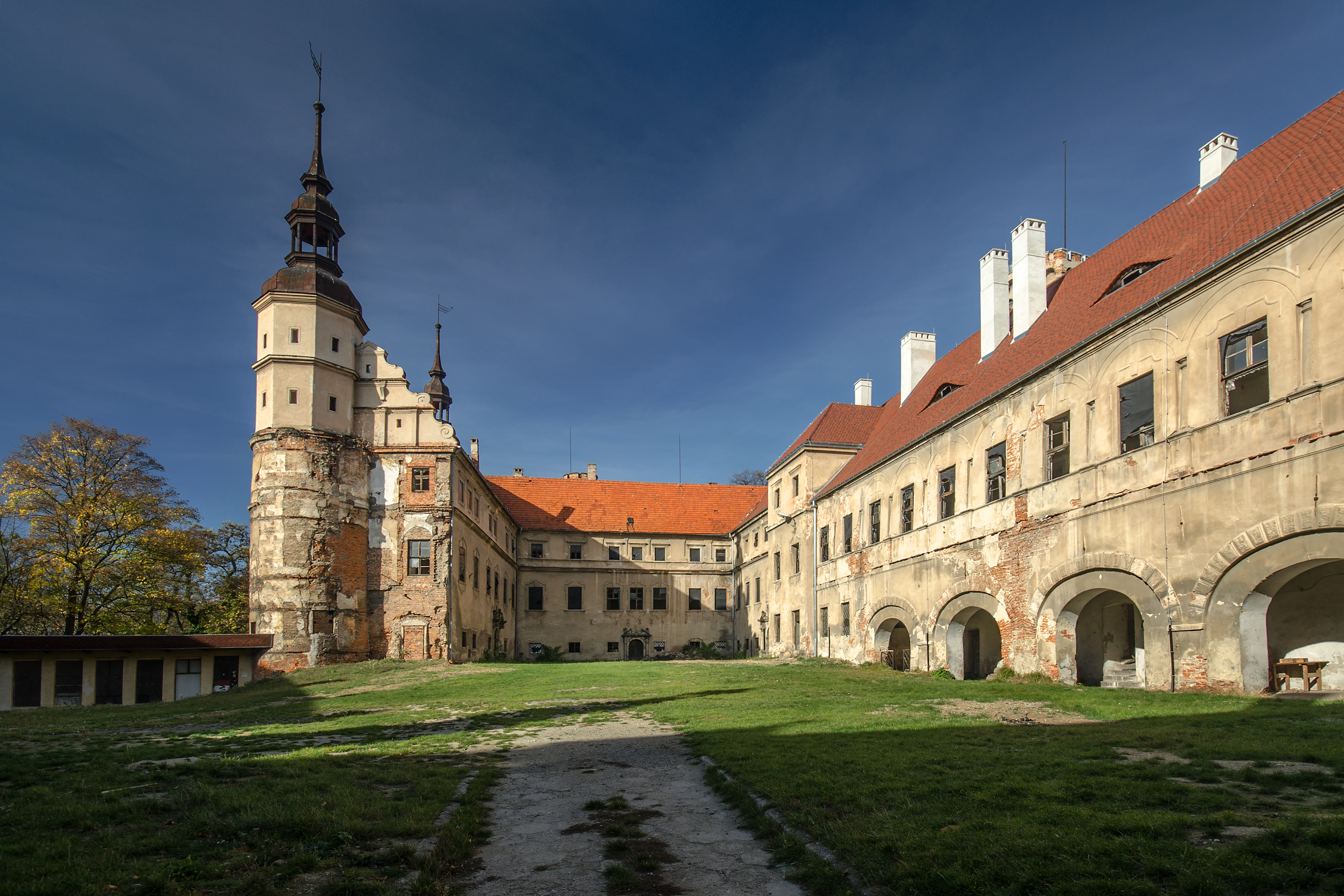
Horní zámek

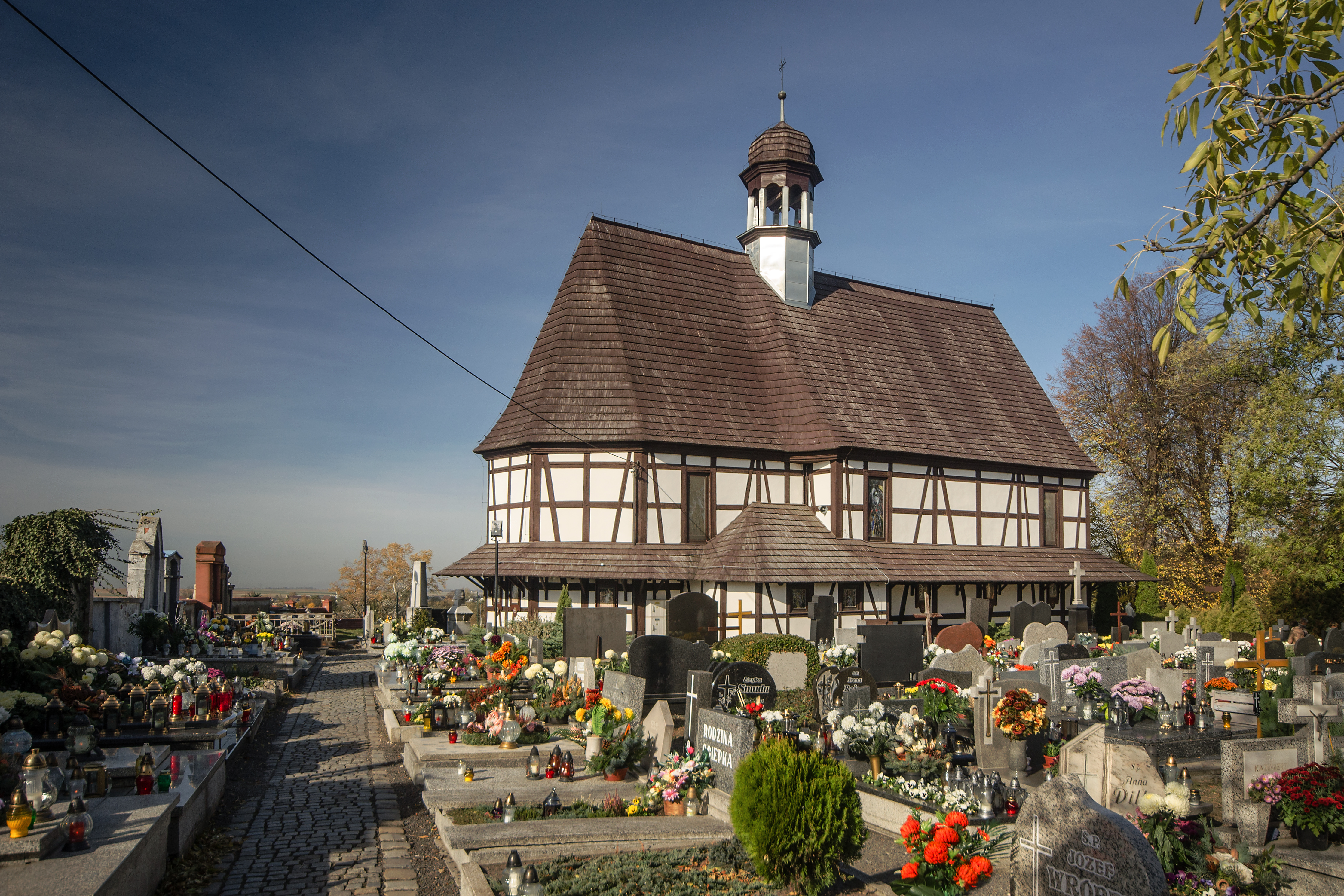
Hřbitovní kostel sv. Kříže

Město vzniklo na šachovnicovém půdorysu a bylo původně obklopeno hradbami zbořenými na konci 19. století. Ze tří bývalých městských bran zbyla pouze barokní zámecká brána postavená kolem roku 1700. Vedle ní se nachází vězeňská bašta na čtvercovém základě z přelomu 14. a 15. století.
Na náměstí se vyjímá mariánský sloup z roku 1617 a kolem něj se zachovala řada měšťanských štítových domů ze 17. až 19. století. Radnice uprostřed náměstí byla postavena v roce 1608 v pozdně renesančním stylu. Roku 1880 došlo k její částečné přestavbě. Po poškození v roce 1945 byla zrekonstruována v letech 1955 až 1957.
Původní hornohlohovský hrad nechali postavit opolští Piastovci na konci 13. století. Byl stržen v polovině 16. století po příchodu Oppersdorfů. Současný komplex se skládá z Horního zámku s přilehlými věžemi, který vznikl v renesančním, potažmo manýristickém, stylu mezi lety 1561 až 1571 za vlády prvního představitele rodu Jana z Oppersdorfu, a barokního Dolního zámku, jehož výstavba byla zahájena roku 1606. Zámecká kaple postavená v letech 1645–1668 je vyzdobena freskami Františka Antonína Šebesty. Na zámku v současnosti sídlí regionální muzeum (Muzeum Regionalne).
Katolický farní kostel sv. Bartoloměje se připomíná poprvé v roce 1284. V roce 1379 byl povýšen na kolegiátní. Po zničení husity v roce 1428 a požáru v roce 1582 byl obnoven a v letech 1776–1781 vyzdoben barokně Františkem Antonínem Šebestou. V roce 1906 jej restauroval a vymaloval Josef Langer. Na severní straně přiléhá k presbytáři kaple Oppersdorfů s rodovou kryptou.
Františkánský kostel byl přestavěn po zničení husity jako sálový kostel s rovně uzavřeným kněžištěm a transeptem. V severní kapli dal Jiří III. z Oppersdorfu v letech 1630–1634 postavit loretu, kdežto jižní kaple sloužila také jako krypta rodiny von Oppersdorf. Vedle kostela se nachází kaple Božího hrobu, vznikla rovněž na podnět Jiřího III. v roce 1634.
Mezi další sakrální památky patří barokní špitální kostelík svatého Mikuláše z roku 1773 a hrázděný hřbitovní kostel svatého Kříže postavený v roce 1705. Bývalá synagoga z roku 1864 je v současnosti využívána jako obchodní budova.

## Doprava

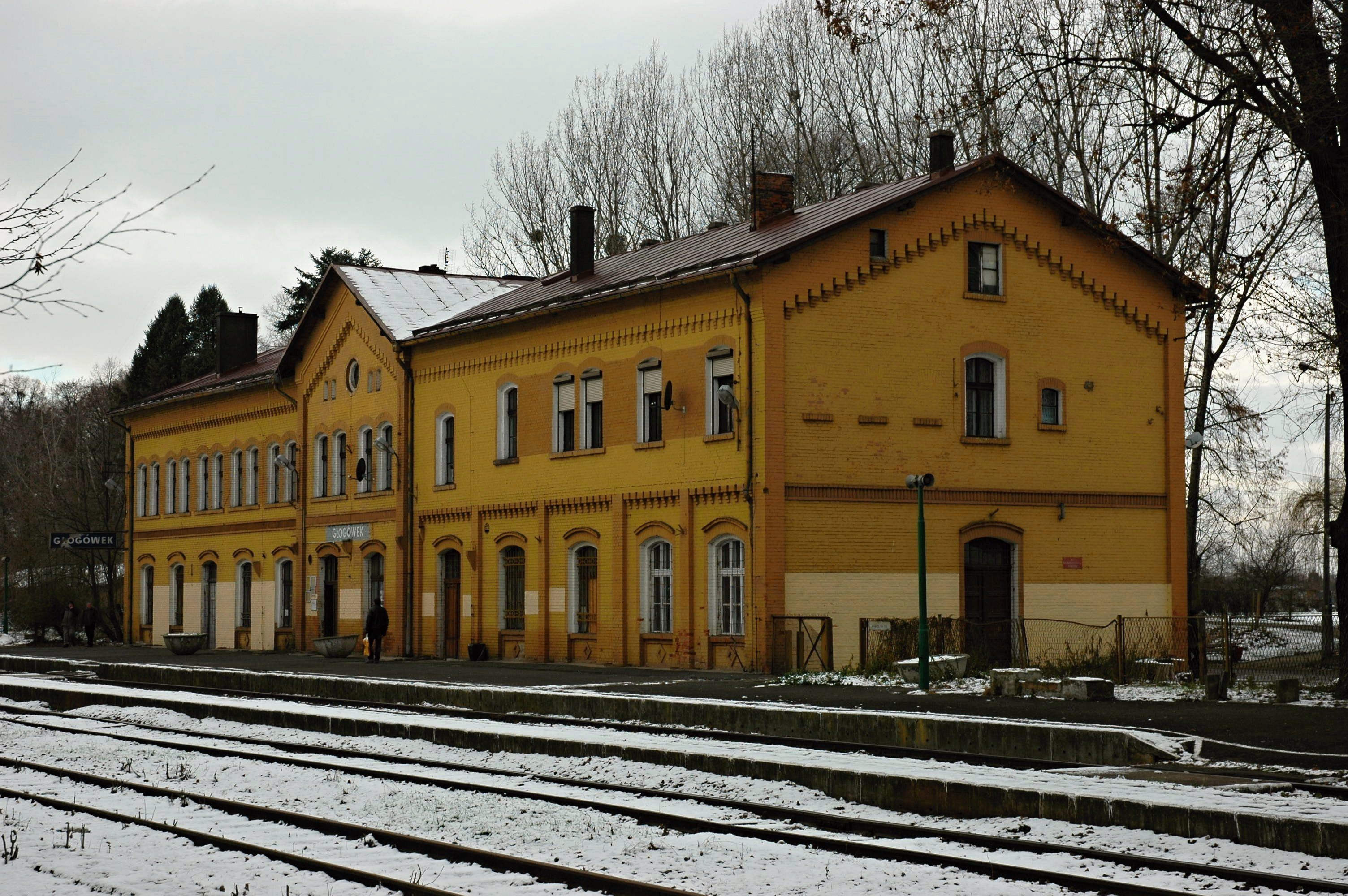
Vlakové nádraží

Horní Hlohov leží na železniční trase Kandřín-Kozlí – Nisa. V jízdním řádu 2020/2021 obsluhovala stanice Głogówek regionální spoje mezi těmito městy a také dva rychlíky: Kormoran Olštýn – Polanica-Zdrój a Sudety Jelení Hora – Krakov.
Městem prochází národní silnice č. 40 spojující katovickou konurbaci s českou hranicí v Hlucholazech. Autobusovou dopravu zajišťuje dopravní podnik PKS Głubczyce.

## Partnerská města
- Osoblaha (Česko, Moravskoslezský kraj)
- Rietberg (Německo, Severní Porýní-Vestfálsko)
- Vrbno pod Pradědem (Česko, Moravskoslezský kraj)